# Gung Ho (historieta)
Gung Ho es una serie de historieta cómica posapocalíptica de cinco volúmenes creada por Benjamin Von Eckartsberg como guionista y Thomas von Kummant como dibujante para la editorial francesa Paquet.

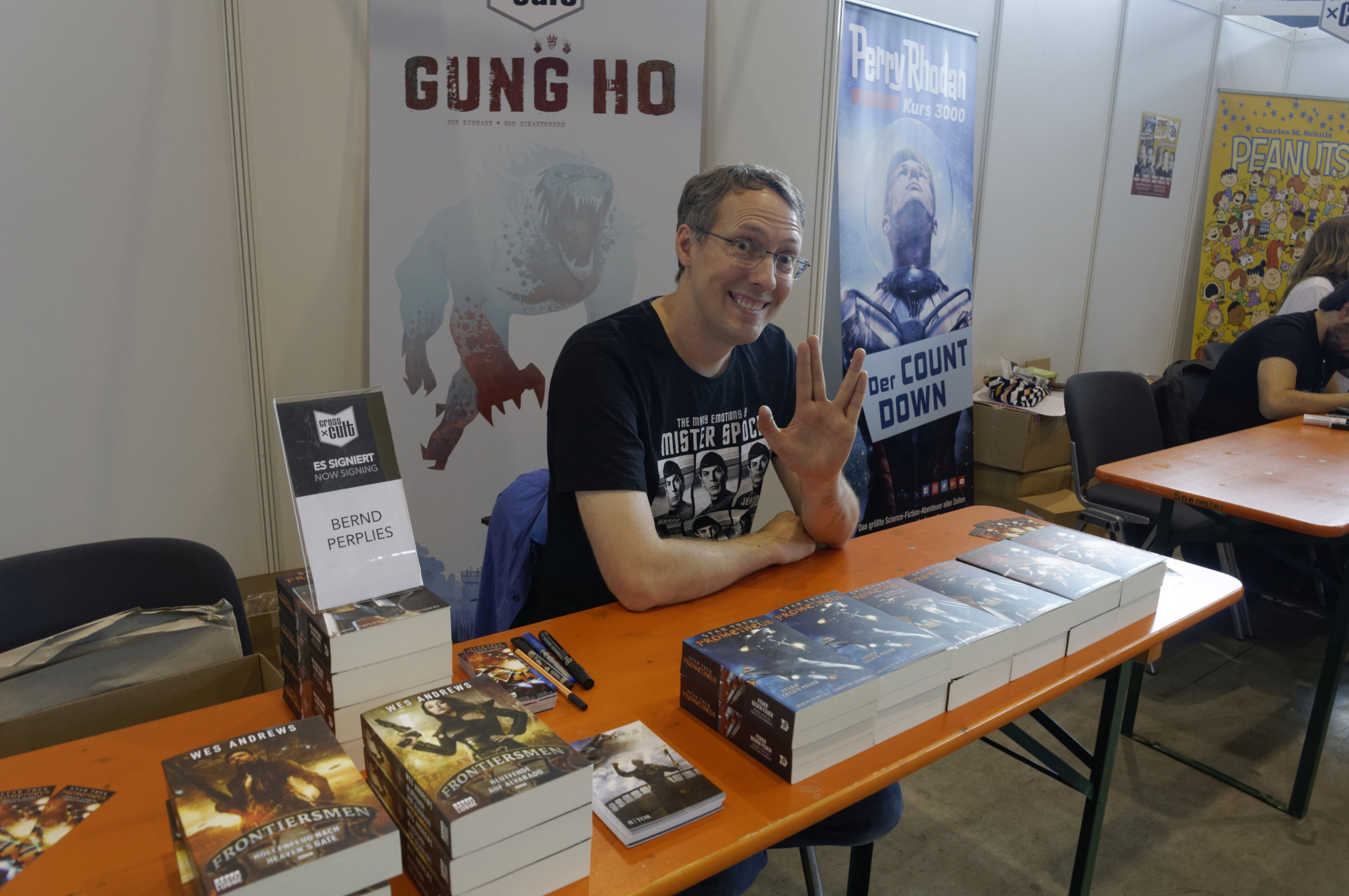
El escritor Bernd Perplies en la edición del 2017
de la Comic Con Stuttgart o Comic Con Germany

- Datos: Q97365663